# Vuilboom
Vuilboom (Rhamnus) is een geslacht van struiken of kleine bomen uit de wegedoornfamilie (Rhamnaceae). 
Wereldwijd er zijn ongeveer 150 soorten indien de soorten zonder doorns, zonder knopschubben, altijd verspreide bladstand en met vijftallige bloemen niet in een afzonderlijk geslacht Frangula worden geplaatst. De soorten variëren in hoogte van 1 tot 10 meter hoog (zelden 15 m). Het zwaartepunt ligt in Oost-Azië en Noord-Amerika, maar er zijn soorten aanwezig in alle gematigde en subtropische delen van het noordelijk halfrond, en plaatselijk op het zuidelijk halfrond in de subtropische delen van Afrika en Zuid-Amerika. Soorten kunnen zowel bladverliezend als groenblijvend zijn. De bladeren zijn enkelvoudig, 3 tot 15 centimeter lang en staan verspreid of in tegenoverstaande paren. De plant draagt zwarte of rode besachtige steenvruchten. De Engelse naam (buckthorn) verwijst naar de houtachtige doorn aan het einde van elke tak in vele soorten.

## Beschrijving

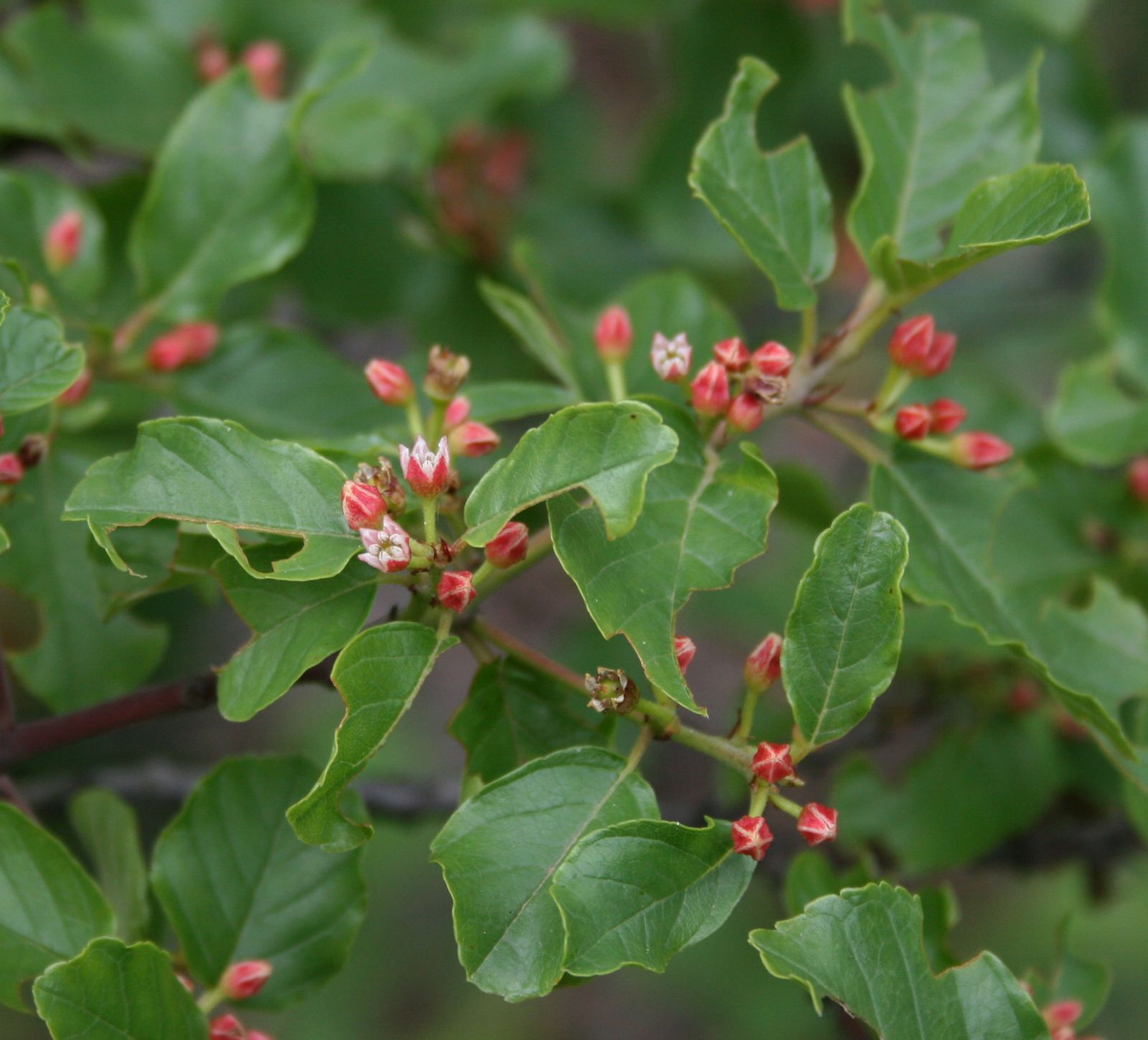
Rhamnus rupestris

Rhamnus-soorten zijn struiken of kleine tot middelgrote bomen, met afvallende of zelden ook groenblijvende bladeren. Takken zijn ongewapend of eindigen in een houtige doorn. De winterknoppen zijn naakt (subgenus Frangula) of bedekt met schubben (subgenus Rhamnus). De bladeren zijn verspreid of (bijna) tegenoverstaand, en een paar soorten hebben groepjes bladeren uit hetzelfde punt op het kortlot. De bladschijf is onverdeeld en veervormig generfd. De bladranden zijn gezaagd of soms gaaf. De meeste soorten hebben geelachtig groene, kleine, een- of tweeslachtige bloemen, die afzonderlijk, in schermen, trossen of pluimen in de bladoksels staan. De bloemen zijn regelmatig. De kelk is klok- tot komvormige, met vier of vijf eirond-driehoekige kelkbladeren, die aan de buiten/onderzijde gekield kunnen zijn. Er zijn vier of vijf kroonblaadjes, maar bij een paar soorten kunnen die ontbreken. De bloemblaadjes zijn korter dan de kelkbladen. Bloemen hebben vier of vijf meeldraden die worden omgeven door en gelijk zijn aan de lengte van de kroonblaadjes of korter zijn. De helmknoppen zijn aan de buiten-/achterkant verbonden met de helmdraden. Het bovenstandig vruchtbeginsel is vrij, rond, met twee tot vier hokken. De besachtige vruchten bevatten meestal twee tot vier steenkernen en zijn rond of rondachtig omgekeerd eivormig. De zaden zijn omgekeerd eivormig of langwerpig-omgekeerd eivormig, ongegroefd of met een lange smalle groef aan de rugkant of twee zulke groeven aan de zijkant. De zaden hebben een vlezige endosperm.

## Verspreiding
Rhamnus heeft een bijna kosmopolitische verspreiding, met ongeveer 150 soorten die afkomstig zijn uit gematigde tot tropische gebieden. Het merendeel van de soorten groeit in Oost-Azië en Noord-Amerika, en een paar soorten in Europa en Afrika. Noord-Amerikaanse soorten zijn  R. alnifolia,  R. caroliniana in het oosten,  R. purshiana, en de groenblijvende  R. californica en  R. crocea, allemaal in westelijk Noord-Amerika. In Zuid-Amerika is R. diffusus een kleine struik die inheems is in gematigde regenwoud van Midden-Chili.

### Soorten
Inheemse vuilboom soorten in Nederland en België:
- wegedoorn (Rhamnus cathartica)
- sporkehout (Frangula alnus, Rhamnus frangula)